# حزب کمونیست بریتانیا
حزب کمونیست بریتانیا (به انگلیسی: Communist Party of Britain) (CPB) یک حزب سیاسی کمونیست با ایدئولوژی مارکسیسم–لنینیسم در بریتانیا است. این حزب از اختلاف بین کمونیسم اروپایی و مارکسیست-لنینیست‌ها در حزب کمونیست انگلیس در سال ۱۹۸۸ ظهور کرد.